# Ceratinella subulata
Ceratinella subulata är en spindelart som beskrevs av Friedrich Wilhelm Bösenberg och Embrik Strand 1906. Ceratinella subulata ingår i släktet Ceratinella och familjen täckvävarspindlar. Inga underarter finns listade i Catalogue of Life.